# فرودگاه آبی پارک گتینو
فرودگاه آبی پارک گتینو (به انگلیسی: Parc Gatineau Water Aerodrome) یک فرودگاه خصوصی است که یک باند فرود آب دارد. این فرودگاه در کشور کانادا قرار دارد و در ارتفاع ۱۹۵ متری از سطح دریا واقع شده است.